# Двадесет и първи конгрес на Македонската патриотична организация
Двадесет и първият конгрес на Македонските политически организации (МПО) се провежда между 6 и 7 септември 1942 година в Сейнт Луис, Мисури, САЩ. ЦК на МПО излиза с резолюция против бъдещо повторно разпокъсване на Македония и с меморандум до държавния секретар на САЩ Кордел Хъл с молба областта да бъде окупирана от американската армия. За председател е избран Коста Попов, подпредседатели са Анастас Илиев и Методи Чанев, секретар е Любен Димитров.